# Ute Karen Seggelke
Ute Karen Seggelke (* 1940 in Braunschweig) ist eine deutsche Fotografin und Autorin, die in Hamburg und Nordfriesland tätig ist.
Sie verbrachte ihre Kindheit und Jugend in Hamburg. Nach ihrer Ausbildung zur Fotografin war sie Mitarbeiterin der Theaterfotografin Rosemarie Clausen und des Architekturfotografen Heinrich Heidersberger. Zwölf Jahre lehrte Ute Seggelke an der Hochschule für Bildende Künste in Braunschweig (Fotografie in Kunstpädagogik und Freier Kunst). Die Fotodesignerin und Autorin hat zudem das Museum für Photographie in Braunschweig mitbegründet und über viele Jahre geleitet. 
Ihre Schwerpunkte sind Menschendarstellung, Architekturfotografie und Kulturreportagen. So porträtiert sie Künstler, Politiker und Manager und entwirft Bildstrecken für diverse Zeitschriften. Ihre Fotografien reflektieren die Lebensumstände und Beziehungen von Menschen, ihr Verhältnis zu Alter und Schönheit.
Für ihre Arbeit wurde Ute Karen Seggelke vom Art Director’s Club und der Stiftung Buchkunst ausgezeichnet.
Ute Karen Seggelke lebt und arbeitet als freie Fotografin in Nordfriesland. In ihrer Freizeit widmet sie sich dem Lesen und Schreiben und interessiert sich für Sprachen, Ballett und Reisen.

## Veröffentlichungen
- Frauen über 50. Gerstenberg Verlag, Hildesheim 1999, ISBN 3-8067-2538-1.
- Männer über 50. Gerstenberg, Hildesheim 2000, ISBN 3-8067-2870-4.
- Freundinnen. Gerstenberg, Hildesheim 2001, ISBN 3-8067-2520-9.
- Frauenräume. Hrsg. von Anke Gebert, Gerstenberg, Hildesheim 2001, ISBN 3-8067-2929-8.
- Schwestern. Gerstenberg, Hildesheim 2002, ISBN 3-8067-2529-2.
- Sammellust. Hrsg. von Hella Kemper. Gerstenberg, Hildesheim 2003, ISBN 3-8067-2880-1.
- Vatertöchter – Muttertöchter. Gerstenberg, Hildesheim 2004, ISBN 3-8067-2928-X.
- Geliebter fremder Mann. Gerstenberg, Hildesheim 2005, ISBN 3-8067-2557-8.
- Wir haben viel erlebt!. Sandmann, 2007, ISBN 978-3-938045-24-4.
- 60 Jahre und ein bisschen weiser. Gerstenberg, Hildesheim 2008, ISBN 978-3-8369-2589-1.
- Drei Generationen: Großmütter, Mütter und Töchter erzählen. Gerstenberg, Hildesheim 2011, ISBN 978-3-8369-2649-2.
- Mit 70 hat man noch Träume. Jacoby & Stuart, Berlin 2011, ISBN 978-3-8369-2589-1.